# Arabia Saudita en la Copa Mundial de Fútbol de 2002
La selección de Arabia Saudita fue uno de los 32 equipos participantes en la Copa Mundial de Fútbol de 2002, torneo que se llevó a cabo del 31 de mayo al 30 de junio en Corea del Sur y Japón.

## Clasificación

### Primera Ronda

#### Grupo 10
| País           | J | G | E | P | GF | GC | GD  | Pts |
| -------------- | - | - | - | - | -- | -- | --- | --- |
| Arabia Saudita | 6 | 6 | 0 | 0 | 30 | 0  | +30 | 18  |
| Vietnam        | 6 | 3 | 1 | 2 | 9  | 9  | 0   | 10  |
| Bangladés      | 6 | 1 | 2 | 3 | 5  | 15 | -10 | 5   |
| Mongolia       | 6 | 0 | 1 | 5 | 2  | 22 | -20 | 1   |

|                           | Bandera de Bangladés | Bandera de Mongolia | Bandera de Arabia Saudita | Bandera de Vietnam |
| ------------------------- | -------------------- | ------------------- | ------------------------- | ------------------ |
| Bandera de Bangladés      | —                    | 2–2                 | 0–3                       | 0–4                |
| Bandera de Mongolia       | 0–3                  | —                   | 0–6                       | 0–1                |
| Bandera de Arabia Saudita | 6–0                  | 6–0                 | —                         | 5–0                |
| Bandera de Vietnam        | 0–0                  | 4-0                 | 0–4                       | —                  |

### Segunda Ronda

#### Grupo A
| País           | J | G | E | P | GF | GC | GD  | Pts |
| -------------- | - | - | - | - | -- | -- | --- | --- |
| Arabia Saudita | 8 | 5 | 2 | 1 | 17 | 8  | +9  | 17  |
| Irán           | 8 | 4 | 3 | 1 | 10 | 7  | +3  | 15  |
| Baréin         | 8 | 2 | 4 | 2 | 8  | 9  | -1  | 10  |
| Irak           | 8 | 2 | 1 | 5 | 9  | 10 | -1  | 7   |
| Tailandia      | 8 | 0 | 4 | 4 | 5  | 15 | -10 | 4   |

|                           | Bandera de Baréin | Bandera de Irán | Bandera de Irak | Bandera de Arabia Saudita | Bandera de Tailandia |
| ------------------------- | ----------------- | --------------- | --------------- | ------------------------- | -------------------- |
| Bandera de Baréin         | —                 | 3–1             | 2–0             | 0–4                       | 1–1                  |
| Bandera de Irán           | 0–0               | —               | 2–1             | 2–0                       | 1–0                  |
| Bandera de Irak           | 1–0               | 1–2             | —               | 1–2                       | 4–0                  |
| Bandera de Arabia Saudita | 1–1               | 2–2             | 1–0             | —                         | 4–1                  |
| Bandera de Tailandia      | 1–1               | 0–0             | 1–1             | 1–3                       | —                    |

## Futbolistas
| #    | Posición        | Nombre               | Fecha de nacimiento | P. Sel. | Club        |
| ---- | --------------- | -------------------- | ------------------- | ------- | ----------- |
| 1    | Portero         | Mohamed Al-Deayea    | 1972-08-02          | 168     | Al-Hilal FC |
| 2    | Defensa         | Mohammed Al-Jahani   | 1974-09-28          | 73      | Al-Ahli     |
| 3    | Defensa         | Redha Tukar          | 1975-11-29          | 5       | Al-Shabab   |
| 4    | Defensa         | Abdullah Zubromawi   | 1973-11-15          | 115     | Al-Ahli     |
| 5    | Defensa         | Mohsin Harthi        | 1976-07-17          | 20      | Al-Nassr    |
| 6    | Defensa         | Fouzi Al-Shehri      | 1980-05-15          | 2       | Al-Ahli     |
| 7    | Centrocampista  | Ibrahim Al-Shahrani  | 1974-07-21          | 59      | Al-Ahli     |
| 8    | Centrocampista  | Mohammed Noor        | 1978-02-26          | 29      | Al-Ittihad  |
| 9    | Delantero       | Sami Al-Jaber        | 1972-12-11          | 148     | Al-Hilal FC |
| 10   | Centrocampista  | Mohammad Al-Shalhoub | 1980-12-08          | 17      | Al-Hilal FC |
| 11   | Delantero       | Obeid Al-Dosari      | 1975-10-02          | 97      | Al-Ahli     |
| 12   | Defensa         | Ahmed Dokhi          | 1976-10-25          | 47      | Al-Hilal FC |
| 13   | Defensa         | Hussein Sulaimani    | 1977-01-21          | 80      | Al-Ahli     |
| 14   | Centrocampista  | Abdulaziz Khathran   | 1973-07-31          | 0       | Al-Shabab   |
| 15   | Delantero       | Abdullah Al-Jumaan   | 1977-11-10          | 20      | Al-Hilal FC |
| 16   | Centrocampista  | Khamis Al-Owairan †  | 1973-09-08          | 76      | Al-Ittihad  |
| 17   | Centrocampista  | Abdullah Al-Waked    | 1975-09-29          | 45      | Al-Shabab   |
| 18   | Centrocampista  | Nawaf Al-Temyat      | 1976-06-28          | 48      | Al-Hilal FC |
| 19   | Centrocampista  | Omar Al-Ghamdi       | 1979-04-11          | 28      | Al-Hilal FC |
| 20   | Delantero       | Al Hasan Al-Yami     | 1972-08-21          | 18      | Al-Ittihad  |
| 21   | Portero         | Mabrouk Zaid         | 1979-02-11          | 1       | Al-Ittihad  |
| 22   | Portero         | Mohammed Al-Khojali  | 1973-01-15          | 12      | Al-Nassr    |
| 23   | Defensa         | Mansour Al-Thagafi   | 1979-01-14          | 0       | Al-Nassr    |
| Ent. | Nasser Al-Johar | Nasser Al-Johar      |                     |         |             |

## Participación

### Primera fase

#### Grupo E
| Equipo         | Pts | PJ | PG | PE | PP | GF | GC | Dif |
| -------------- | --- | -- | -- | -- | -- | -- | -- | --- |
| Alemania       | 7   | 3  | 2  | 1  | 0  | 11 | 1  | 10  |
| Irlanda        | 5   | 3  | 1  | 2  | 0  | 5  | 2  | 3   |
| Camerún        | 4   | 3  | 1  | 1  | 1  | 2  | 3  | -1  |
| Arabia Saudita | 0   | 3  | 0  | 0  | 3  | 0  | 12 | -12 |

| 1 de junio de 2002, 20:30                | Alemania                                                                                       | 8:0 (4:0) | Arabia Saudita | Sapporo Dome, Sapporo                                                |                                                                      |
|                                          | Klose 20', 25', 70' · Ballack 40' · Jancker 45+1' · Linke 73' · Bierhoff 84' · Schneider 90+1' | Reporte   |                | Asistencia: 32.218 espectadores Árbitro(s): Ubaldo Aquino (Paraguay) | Asistencia: 32.218 espectadores Árbitro(s): Ubaldo Aquino (Paraguay) |
| Mayor victoria de Alemania en Mundiales. |                                                                                                |           |                |                                                                      |                                                                      |

| 6 de junio de 2002, 18:00 | Camerún   | 1:0 (0:0) | Arabia Saudita | Estadio Saitama 2002, Saitama                                     |                                                                   |
|                           | Eto'o 66' | Reporte   |                | Asistencia: 52.328 espectadores Árbitro(s): Terje Hauge (Noruega) | Asistencia: 52.328 espectadores Árbitro(s): Terje Hauge (Noruega) |

| 11 de junio de 2002, 20:30 | Arabia Saudita | 0:3 (0:1) | Irlanda                         | Estadio Internacional, Yokohama                                    |                                                                    |
|                            |                | Reporte   | Keane 7' · Breen 61' · Duff 87' | Asistencia: 65.320 espectadores Árbitro(s): Falla N'Doye (Senegal) | Asistencia: 65.320 espectadores Árbitro(s): Falla N'Doye (Senegal) |